# Ceratoscopelus warmingii
Ceratoscopelus warmingii är en fiskart som först beskrevs av Christian Frederik Lütken 1892.  Ceratoscopelus warmingii ingår i släktet Ceratoscopelus och familjen prickfiskar. Inga underarter finns listade i Catalogue of Life.